# 定額給付金
定額給付金（ていがくきゅうふきん）とは、緊急経済対策の一施策で、2009年（平成21年）3月4日に施行された現金の給付形式の定額減税政策である。日本に住民票がある個人・外国人登録制度の外国人（「短期滞在」者は除く）を対象に行われた。同経済対策に含まれた他の施策と伴に、平成20年（2008年）度第2次補正予算を裏づけとし、財源措置を定める関連法と共に施行に至った。日本国政府による施策だが、給付事業そのものは地方公共団体が自らの判断で行う「自治事務」と位置づけられた。
内閣総理大臣麻生太郎が2008年10月30日の記者会見で総額2兆円規模の景気対策として発表した。市町村によって実施の時期は異なったが、2009年5月28日までに全ての市町村で給付が開始された。定額給付金の実施は、自民党が連立を組む公明党の要求に配慮した側面があった施策であり、一人当たり1万2000円（18歳以下と65歳以上は2万円）で財源の約2兆円は国が全額負担した。公明党の要求で現金による実施となったが、現金には発行時間はかからないものの使用期限や用途制限がないために景気刺激効果がほとんど発揮されない問題点がある。具体的には内閣府による経済効果を分析によると、4分の3が貯蓄に回ってしまった。

## 背景
前政権の福田康夫内閣 (改造)が、急騰する資源価格問題への対策として思案していた定額減税を下地にしたとされている。麻生内閣では、その減税政策を素案に、給付式減税など内容を見直し変更が行われたのちに、リーマン・ショック後の緊急経済対策に盛り込まれた。初期の素案時期は、資源価格高騰による物価高が進んでいた時期で、その事が背景にあった。自民党と連立政権を組む公明党からの強い要請があった事が、要因の一つとも報道された。
同様の施策の例として、小渕内閣が平成10年に「緊急経済対策」として交付した地域振興券がある。

## 給付対象者
第2次補正予算の案が閣議決定された2008年12月20日付けで、総務省から都道府県・指定都市に、定額給付金給付事業に関する通知が出された。年齢などの基準日は2009年2月1日と定められた。
日本に住所がある者と日本に適法に在留する外国人（「短期滞在」者を除く）が給付対象である。外国人でも不法滞在者は除外され、日本人でも在外邦人は対象外。日本国籍の有無や納税義務の有無とは無関係な条件となっている。
対象者の条件の詳細は次のとおり。
- 住民基本台帳に記録されている者（日本国内で生活していたが、基準日より前に記録が消除されたために、いずれの市区町村の住民基本台帳にも記録されていない者は、申請受付期間内に新たに記録されれば対象者となる[18]）。
- 外国人登録原票に登録されている者のうち、特別永住者[19]、または「出入国管理及び難民認定法」[20]に定める在留資格を有して在留する者（出生等により在留資格を有することなく在留することができる者を含む）。
  - ただし、「短期滞在」の在留資格で在留する者（観光、スポーツ、見学、研修、講習または会合・会議への参加、業務連絡、その他これに類似する活動の「短期滞在」の資格で在留する外国人[21]）は対象外。

当時は外国人住民について住民基本台帳制度は行われていなかった。。

### 給付対象者についての論争
行政府の決定までには高所得者に対しても支給されることへ鳩山由紀夫民主党代表などから批判がでた。しかし、所得制限をすると確認のため市町村の窓口に何万もの人が殺到する恐れがあることや、個々に所得をチェックするのに非常に多くの時間が掛かることなどから、迅速に給付する定額給付金の目的からすると支給への大きな障害になると指摘され、全国市長会や多数の地方自治体など各方面からも、個々の所得把握には事務処理や時間的問題が出てくるといった反論がなされた。
高所得者を除外する議論もあったが結果的には除外されなかった。
生活保護受給者も支給対象であった。また、収入や資産認定の対象とならなかった。
児童相談所一時保護所、児童養護施設、児童自立支援施設、少年鑑別所、少年院、少年刑務所、刑務所、拘置所、代用刑事施設に収容されている被疑者、被告人、入所者、死刑囚、受刑者、被収容者も支給対象であった。
住民基本台帳への登録がないホームレス、ネットカフェ難民、無戸籍者などには支給されないことが問題視された。
暴力団員など反社会的組織の人間にも対象の日本国民なら支給されることが懸念された。
夫からのDV被害により妻が夫と別居している場合でも、受給権者である夫にのみ定額給付金が一括支給される。これについて、大阪府内在住の夫と別居中の主婦が、夫を含めた家族3人分の定額給付金の仮差押を求め大阪家裁に仮差押を請求。同家裁は請求を退けたが、抗告審の大阪高裁は、2009年6月25日付で、「差押が禁じられているという根拠は無い」として、夫の居住地の大阪市に対し、受給権者である夫に給付金を支給しないよう命じる判決を出した。他、自治体によっては、DV被害者や児童養護施設に入所する児童虐待の被害者に対し、給付金相当額を独自に支給する動きが見られるが加害者である受給権者に対して、被害者の分が一括支給され、二重支給のおそれがあると懸念された。総務省は、民事不介入を一貫した。2009年に実施された定額給付金は民事執行法、国税徴収法、破産法の差押禁止財産の対象ではなかった。

## 給付額
給付対象者1人につき12,000円。ただし、基準日において65歳以上の者及び18歳以下の者（1990年2月2日生まれの者も含む）については8,000円加算され、20,000円である。

## 申請

### 申請・受給者
1. 給付対象者が住民基本台帳に記録されている場合：受給権者である世帯主による申請・受給が基本とされるが、これ以外の同一世帯構成者による代理申請が認められることもありうる[18][29]（たとえば世帯主が長期出張で申請困難であるケースが想定されている[29]）。
2. 給付対象者が外国人登録原票に登録されている場合：その外国人が申請・受給する[18]。

申請・受給すべき者が基準日以降申請前に死亡した場合、原則として、1は新たに世帯主となった者、2は住所と生計が同じである者が、申請・受給者となれる。ただし、1において世帯の構成員が全員死亡した場合（主に、単身世帯において、その構成者が死亡した場合）は、給付の対象世帯が消滅することから、支給されない。

### 申請期限
- 市区町村の定めた申請受付開始日から6か月である[18]。
- 2009年11月20日 - 札幌市を最後として全1795市町村の自治体において申請期限が切れた[30]。

### 申請から給付までの手続き
定額給付金の給付を受ける（受給する）には、下記の様な手続きとなるが、詳細は市区町村によっては異なる場合もありうる。
- 各市区町村から申請すべき者（世帯主/外国人個人）宛に「申請書」が送付される。
- 申請者が「申請書」に所定事項を記入する。世帯主（または代理申請者）は世帯構成者分をまとめて申請。
- 申請者が「申請書」を提出し受給する。次の三通りの方法がある。

1. 返送→振込…送り先が当該市区町村であることを確認し、本人確認書類を同封して、市区町村に送る（参照：#詐欺・詐取の警戒）。申請書に記した銀行口座への現金振込により、受給する。
2. 窓口提出→振込…申請書を当該市区町村の窓口に直接提出し、申請書に記した銀行口座への現金振込により、受給する。
3. 窓口提出→手渡し…申請書を当該市区町村の窓口に直接提出し、現金を手渡されて受給する。振込先銀行口座を持たない者は、この方式となる。

## 財源
道路特定財源制度の一般財源化によって財源を捻出する方法や、数兆円規模に及ぶ特別会計の積立金・余剰金を使う方法などが検討され、赤字国債の発行を回避する方針であったが、結局、本予算の大幅な税収減少が影響し、定額給付金が行われた平成20年度2次補正予算では、6兆6890億円もの赤字国債が発行された。

## 現金給付の効果と評価

### 公共事業との比較
定額給付金の効果は、公共事業の半分程度という実証研究がある。不景気下には支給総額と同規模の公共事業を増やす方が経済に2倍ほど効果的と指摘されている。

### 使用期限付きクーポンと比較
経済効果について日本国政府は、1998年度の地域振興券(使用期限付きクーポン)との比較で「あの時と今と経済状況が全然違う。今の状況の方がきついから効果が大きい」と述べ、産業界・民間からも消費の拡大や景気の下支え効果を期待する声があった。
政策実施後には旅行会社による1万2000円の旅行プランに、定員の60倍以上もの問い合わせが来るなど、給付金額に狙いを定めた特売セールなど、業態により盛況を見せた。
一方、個人消費への波及効果は限定的で約2兆円の減税のうち消費に向かうのは2割程度であり実質経済成長率の押し上げ効果はBNPパリバ証券は0.1%程度、三菱総合研究所は0.2%弱、野村証券金融経済研究所は0.2%程度と試算、政府も実質消費支出を年間0.2%程度、GDPを年間0.1%程度それぞれ押し上げる試算予測を発表している。地域振興券の時の限界消費性向が、振興券非交付層を除いた交付層に限って見てもわずか0.1程度であったことを考えると、2割程度が消費に向かうとして算出している今回の定額給付金による消費押し上げ効果は、地域振興券から予想されるよりもかなり大きめに見積もられていた。

アメリカの経済学者ポール・クルーグマンは「定額給付金は米国などではほとんど貯金に回り、失敗した。なぜ日本が実施するのか理解できない」と述べた。その一方、日本では支給前に批判はあったものの、米国のブッシュ減税での小切手配布や台湾の商品券給付など「使用期限付きクーポン」はそれなりの経済効果を指摘され、一般的な景気対策に対して、日本でこれだけ批判が盛り上がったのは不思議とシンクタンクによる全く逆の指摘もなされている。中川正春議員のバラマキだから定額減税にすべきとの主張に対して、麻生総理大臣は減税の場合は低所得者には恩恵がないため、給付金という家計支援と景気刺激として補正予算を立案したと答えている。松野頼久議員は台湾のような期限付きクーポン券にすべきだと主張した。それに対して中川昭一財務大臣は年内に自治体の負担なく迅速かつ早期に支給するために定額給付金として現金を支給することに決めたと答えた。松野はそんな事は聞いてないし、定額給付金には法律の裏付けがなく当初の答弁より景気刺激を重視しているとして予算案を再提出することを求めた。佐々木憲昭議員は朝日新聞の定額給付金への世論調査で反対が62%、読売新聞では78%であり、預金口座に振り込まれてもそのまま貯蓄するだけで消費に使われるわけがない、政府の給付金が4割消費に回される試算は嘘だとして定額給付金に反対した。
2010年1月、内閣府は全国の15,000世帯に対するアンケート調査の結果（有効回収率は61.3%）、定額給付金が消費として支出された割合の1世帯あたりの平均は64.5%（100%消費世帯：50.0%、80 - 99%消費世帯：が7.3%、60 - 79%消費世帯：5.8% 等）、定額給付金がなかった場合と比較して消費が増加した金額は、定額給付金受取総額に対する割合の32.8%となったと発表した。これは、地域振興券に対するアンケート調査とほぼ同じ水準である。地域振興券では、アンケート調査の後に個票データを用いたより精緻な分析が行われ、実際にはアンケート調査からうかがえるよりも消費性向が小さかったことが明らかとなったが、定額給付金についても、家計調査の個票を使った分析を行う予定であると発表されていた。
2012年、内閣府政策統括官（経済財政分析担当）による、総務省実施の「家計調査」の個票データを分析した結果として以下の結果が得られたとした。
1. 全世帯の全消費支出について：受給月には受給額の8%、他の月も合わせると受給額の25%分に相当する消費増加
2. 個別品目について：耐久財については受給額の36%分、半耐久財については受給額の5%の消費増加
3. 世帯属性別：子供がいる世帯では累計で受給額の40%、高齢者が入る世帯では累計で受給額の37%となり、全世帯をサンプルとした場合を上回る

### 評価
朝日新聞の2008年11月と2009年1月の世論調査ではいずれも給付金配布に反対する意見が賛成する意見を上回った。
経済効果は無いとして只の「選挙の票目的のバラマキ」と批判された。京都大学の吉田和男や静岡県内の経済・商工業関係者や自民党の地方組織幹部（匿名）は選挙を意識した「ばらまき」の側面があると述べた。
加藤紘一によれば、自民党議員の7、8割は「あまり出来がよくない制度」だと考えていた。
当時の与党が提案した定額給付金の構想には民主党は「経済効果が薄い」「給付金は国民への買収」と反対しており、2008年12月に発表された税制抜本改革アクションプログラムにおいて高所得者に有利な所得控除に代わる「給付付き税額控除」として所得税改革の一環としての給付金を検討、後にこれが子ども手当へと繋がったとしている。
2020年4月、麻生は記者会見で、この定額給付金の政策について「失敗だったとつくづく反省している」と述べた。

## 経過

### 実施までの経緯
第171回国会で2009年1月5日、定額給付金の支給予算である2008年度第2次補正予算が衆議院に提出された。1月13日に衆議院で可決されたのち、1月26日参議院で修正議決されたものが同日、衆議院に回付されたが、衆議院はこれに不同意。両院協議会が同日から27日まで開かれても両院の意見が一致しないため、日本国憲法第60条第2項の規定により、衆議院の議決が国会の議決となった（予算に関する衆議院の優越）。
財源措置を定める関連法案である平成二十年度における財政運営のための財政投融資特別会計からの繰入れの特例に関する法律案は、2009年1月5日に提出され、1月13日に衆議院で与党の賛成多数により可決された。参議院では3月4日に野党の反対多数で否決されたが、同日の衆議院における再議決で出席議員の3分の2以上の多数により可決され、日本国憲法第59条の規定により法律となった。同法は即日公布され（平成21年3月4日法律第4号）、同日から施行された。

### 給付
財源措置を定める関連法が成立したことに伴い、3月5日に北海道紋別郡西興部村では口座振込と現金で、青森県中津軽郡西目屋村では5日正午に現金で全国初給付。他の市区町村も準備が整い次第、順次給付された。

## 給付金詐欺・詐取関連
定額給付金に関連があると装った金銭の詐欺や個人情報の詐取が行われる可能性があり、総務省も注意を呼びかけた。
給付事業は各市町村により行われ、具体的な給付申請方法、給付時期、給付手段（手渡し、振り込みなど）は一様ではないが、詐欺・詐取対策の注意事項には共通点がある。
市町村や総務省が
- 給付にあたり、正式な申請書以外で口座番号や世帯構成などの個人情報をたずねることは、絶対にない。
- 給付手続きにおいて、現金自動預け払い機 (ATM) の操作を求めることは、絶対にない。
- 給付にあたり、手数料などを振り込ませることは、絶対にない。

制度開始前の段階で、給付金に関するアンケートと称する不審電話が確認された。2009年3月4日の制度始動から数日にして、定額給付金関連を装ったとも見られる不審電話などの事例が報じられている。

### 事件
千葉県流山市で、市職員による横領事件として定額給付金室室長が定額給付金と子育て応援特別手当計約430万円を借金返済のために横領したとして、懲戒免職処分が行われた。
自治体によっては、定額給付金支給日を狙って住民税や国民健康保険料を滞納している住民には差し押さえることが見られた。給付金を差押えることを禁ずる規定はないものの、総務大臣鳩山邦夫は「残念だ」と述べた。
また、債権者が債務者の定額給付金を狙って、債権を取り立てることが見られた。
大阪市で定額給付金の給付遅れを問い合わせた住民が、転居後に住民登録を抹消した際に自分が死亡扱いにされていたことが判明した例もある。通常は、基準日に住民登録されていれば支給対象となるが、この件では基準日に死亡扱いとされていたため、問題となった。
亡くなった家族の定額給付金をだまし取る詐欺事件、中学生や高校生が友人や知人から2万円を脅し取る恐喝事件が発生した。

## 他国における対リーマンショック政策

### 所得税の還付
- アメリカにおいても世界金融危機を受け、定額給付方式ではないものの同様の政策効果を狙った所得税の還付が行われた。対象者には、「アメリカ合衆国議会およびブッシュ大統領は」ではじまる手紙が送られ、日本同様、政権末期の人気取りの側面もあった。しかしこちらも、支持率向上にはつながらず、当年の大統領選では民主党のオバマが当選した。2008年4月下旬から還付が開始され、その規模は1億3000万世帯に総額1070億ドルだった[60]。その結果、同年5月の個人支出が非常に高い伸びを示すなど、一定の効果が見られた[60]。しかし、税還付金の支給が完了した7月以降は、景気のさらなる悪化の中で個人消費は再び下落に転じ、さらに還付直後の消費が需要を先喰いしたことによる反動減も合わさって、統計開始以来初となる6ヵ月連続での個人支出前月割れの事態が引き起こされた[61]。

### 使用期限付きクーポン
- 台湾においては、現金給付方式ではないものの、約1万円分の商品券を全住民に給付する施策が日本に先駆けて実施された。
- タイでは月収1万5000バーツ未満の会社員や公務員ら[62]約1000万人を対象に2000バーツの「国家救済小切手[63]」を支給[64]。銀行で現金化もできるが[65]、小切手利用限定のセールも行われている[63]。しかし、貧困層の多数を占める農民が支給の対象外となっているという批判もある[62]。